# Rhipicephalus camicasi
Rhipicephalus camicasi är en fästingart som beskrevs av Morel, Mouchet och F. Rodhain 1976. Rhipicephalus camicasi ingår i släktet Rhipicephalus och familjen hårda fästingar. Inga underarter finns listade i Catalogue of Life.